# Iron Savior (album)
Iron Savior debitanski je studijski album njemačkog power metal sastava Iron Savior. Diskografska kuća Noise Records objavila ga je 30. lipnja 1997. Jedini je album na kojem se pojavio Blind Guardianov bubnjar Thomen Stauch.

## Popis pjesama
Tekstovi i glazba: Piet Sielck, osim gdje je navedeno drugačije. 
| 1.    | »The Arrival« (instrumentalna skladba)          |                    |                | 1:08 |
| 2.    | »Atlantis Falling«                              |                    |                | 4:34 |
| 3.    | »Brave New World«                               |                    |                | 4:32 |
| 4.    | »Iron Savior«                                   |                    |                | 4:26 |
| 5.    | »Riding on Fire«                                |                    |                | 4:55 |
| 6.    | »Break It Up«                                   |                    |                | 5:02 |
| 7.    | »Assailant«                                     |                    |                | 4:18 |
| 8.    | »Children of the Wasteland«                     |                    |                | 4:49 |
| 9.    | »Protect the Law«                               |                    |                | 4:16 |
| 10.   | »Watcher in the Sky«                            | Sielck, Kai Hansen | Sielck, Hansen | 5:22 |
| 11.   | »For the World«                                 |                    |                | 5:24 |
| 12.   | »This Flight Tonight« (obrada Jonija Mitchella) | Joni Mitchell      | Mitchell       | 3:57 |
| 52:43 |                                                 |                    |                |      |

- Pjesma "Watcher in the Sky" je na EP-u Valley of the Kings i albumu Somewhere Out in Space sastava Gamma Ray.

## Zasluge
Iron Savior
- Piet Sielck – vokal, gitara, bas-gitara, klavijature, produkcija, snimanje, miks
- Kai Hansen – gitara, vokal (na pjesmama "Break It Up" i "Watcher in the Sky"), produkcija, snimanje
- Thomen Stauch – bubnjevi, produkcija

Dodatni glazbenici
- Dirk Schlächter – bas-gitara
- Henne – prateći vokal (na pjesmi "Riding on Fire")
- Hansi Kürsch – dodatni vokal (na pjesmi "For the World")

Ostalo osoblje
- Rudiger Beissert – inženjer zvuka (asistent)
- Rainer Drechsler – fotografije
- Kai Karczewski – dizajn (logotipa)
- Uwe Karczewski – dizajn (logotipa)
- Henny – naslovnica albuma, logotip